# Bawet

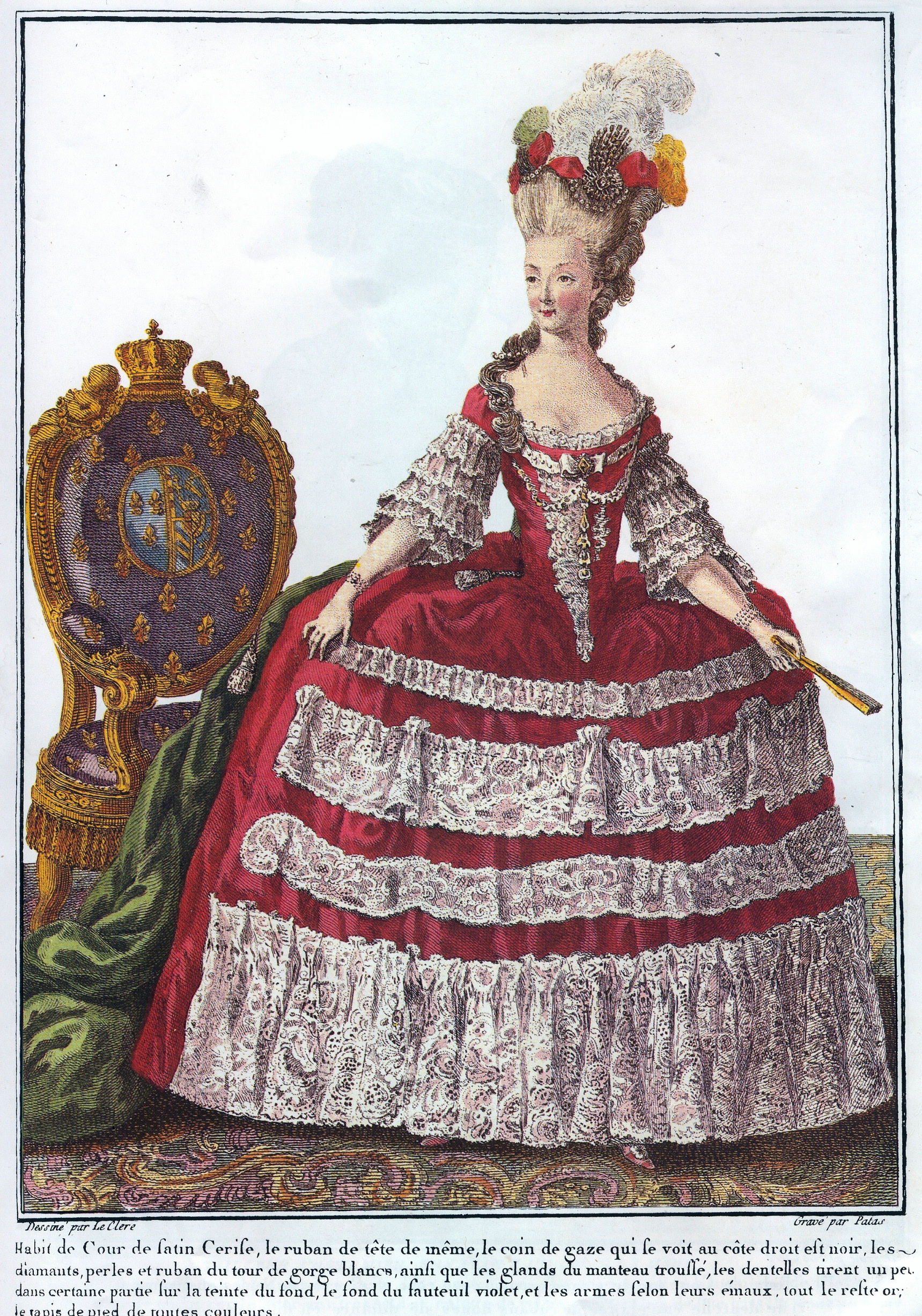

Bawet, bawecik (fr. bavette – śliniak) – część wierzchniej sukni damskiej w XVIII wieku, głównie używana w sukni à la francaise. Trójkątny płat tkaniny, rodzaj chusteczki zdobiony haftami, taśmami, pikowaniami, bądź charakterystycznymi kokardami echelle. Przypinany z przodu i zasłaniający gorset, ostro zakończony na dole.
W XIX i XX wieku był to stanik sukni lub bluzki, luźny, opadający z przodu, ujęty w szeroki pasek.
W XX wieku nazywano tak górną, przednią część spodni lub spódnicy, stosowanej głównie w odzieży dziecięcej i roboczej.